# Mialoquo
Mialoquo (auch Malaquo, Big Island oder Great Island) ist ein prähistorische und historische Stätte der Indianer in Monroe County, Tennessee im Südosten der Vereinigten Staaten. Es gab an dieser Stelle bedeutsame Besiedlungen durch die Mississippi-Kultur (c. 1000–1600 u. Z.) und später als Dorf flüchtender Cherokee. Während die archäologische Stätte Mialoquo auf den südwestlichen Ufer des Little Tennessee River lag, wurde wahrscheinlich auch die direkt gegenüberliegende große Insel Rose Island besiedelt. Rose Island wurde zumindest semipermanent ab der mittleren archaischen Periode bewohnt.
Sowohl Mialoquo als auch Rose Island sind heute unterhalb der Wasseroberfläche des Tellico-Stausees am Little Tennessee River. Die Region untersteht heute der Aufsicht des Tennessee Valley Authority und der Tennessee Wildlife Resources Agency. Beide Stellen können nordwärts von der Brücke der U.S. Route 411 in Vonore oder westwärts von Wildcat Point, einer Klippe am Ostufer des Flusses ausgemacht werden.

## Geographie
Der Little Tennessee River fließt durch einen Einschnitt zwischen den Great Smoky Mountains und dem Unicoi Range in den Bundesstaat Tennessee und entleert sich nach etwa 80 Kilometern in den Tennessee River. Seit dem Bau des Tellico-Dammes 1979 überdeckt der Tellico-Stausee die letzten 53 Kilometer des Flusses. Vor der Überflutung lag Mialoquo am Zufluss des Island Creek 27 Kilometer oberhalb der Mündung des Flusses. Rose Island lag zwischen 27 und 29,6 Kilometer oberhalb der Mündung. Beide Orte lagen knapp südlich einer Flussbiegung, die Wears Bend genannt wurde, und nördlich des Zuflusses des Tellico River. Wildcat Point, eine Klippe oberhalb der beiden Stätten ist mit dem Tellico Parkway über einen Wanderweg verbunden. Die Hügel und Erhebungen, die den Fluss flankieren sind Teil der physiographischen Region der Ridge-and-Valley Appalachians.

## Geschichte

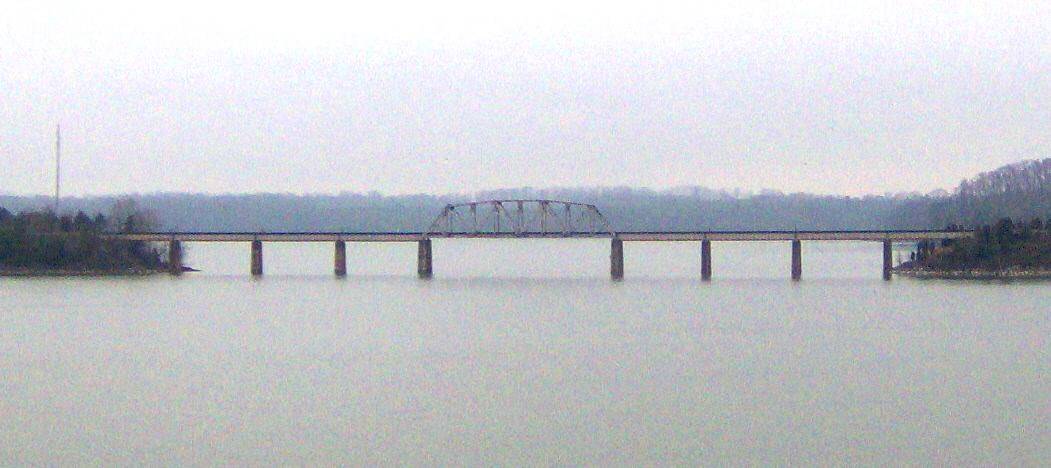
Die ehemalige Lage Mialoquos (direkt hinter der Eisenbahnbrücke)

Laut dem Ethnologen James Mooney bedeutet Mialoquo in der Sprache der Cherokee Great Island (dt. Große Insel). Der Name bezieht sich aus die Lage der Siedlung auf und neben Rose Island, die vor der Errichtung des Tellico-Staudammes die größte Insel im Little Tennessee River war. Mialoquo wurde erstmals 1761 in Henry Timberlakes Draught of the Cherokee Country (Entwurf des Cherokee Landes) erwähnt. Timberlake besuchte die Overhill-Dörfer als Friedensverhandler und berichtete über 18 Häuser in Mialoquo und auf Rose Island, erwähnte aber kein Gemeindehaus. Er berichtete von 24 Kriegern, die unter dem Anführer Attakullakulla dort lebten, der zu der Zeit Stammesführer im nahegelegenen Dorf Tuskegee war.
Nachdem die Cherokee eine Siedlung nur dann als eine Stadt betrachteten, wenn sie über ein Gemeindehaus verfügte, ist das Fehlen eines solchen möglicherweise der Grund für die späte historische Erwähnung. Historische Nachweise indizieren, dass Mialoquo von Flüchtlingen aus den Lower and Middle towns errichtet wurden, nachdem ihre Dörfer durch die Kolonialisten 1861 zerstört wurden. John Norton schrieb in sein Tagebuch, dass, nachdem James Grant die Stadt Kituwah zerstörte, die Überlebenden nach Big Island flohen. Mialoquo erscheint nicht auf einer Karte der Overhill Towns von 1757, ist aber auf der Timberlake-Karte eingetragen, dies deutet darauf hin, dass das Dorf zwischen 1751 und 1761 entstand.
Zur Zeit des Unabhängigkeitskriegs wurde Dragging Canoe der Anführer von Mialoquo. 1776, nachdem sich die Cherokee mit den Briten verbündet hatten, sandten die Kolonialisten William Christian aus, um die feindlichen Overhill Towns zu unterwerfen. Christian erreichte das Gebiet ohne Widerstand und errichtete sein Hauptquartier in Mialoquo. Dort führte er mit den Stammesführern Attakullakulla and Oconastota Friedensgespräche. Als sich Dragging Canoe jedoch weigerte, an den Gesprächen teilzunehmen, zerstörte Christian Mialoquo und vier weitere Overhill Towns.

## Archäologische Funde
Cyrus Thomas, ein Mitarbeiter des Smithsonian Instituts, führte in den 1880ern eine Untersuchung der Mounds (Erdhügel) im Little-Tennessee-Tal durch und gab an, Mialoquo gefunden zu haben. Nachdem der geplante Bau des Tellico-Staudammes 1967 bekannt wurde, unternahm die University of Tennessee Rettungsgrabungen sowohl auf Rose Island (40MR44) wie auch in Mialoquo (40MR3).

### Rose Island
Rose Island wurde von Jägern und Sammlern ab 6000 v. u. Z. auf einer jahreszeitlichen Basis regelmäßig aufgesucht, möglicherweise bereits ab 7500 v. u. Z. wie die nur drei Kilometer im Norden liegende Icehouse-Bottom-Fundstätte. Diese frühen Bewohner nutzten wahrscheinlich die naheliegenden Chert-Vorkommen in den umliegenden Hügeln. Rose Island wurde auch zwischen 350 v. u. Z. und 100 n. u. Z. während der Woodland-Periode genutzt.
Artefakte aus der archaischen Periode  beinhalten Pfeilspitzen, verschiedene Steinartefakte, abgesplitterte Keile und einen Bohrer. Artefakte aus der Woodland-Periode beinhalten Pfeilspitzen, Bohrer, Schaber, Äste, Ringkragen und eine Vogelfigur.

### Mialoquo

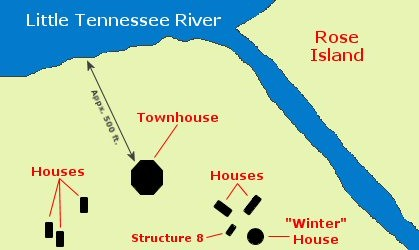
Ungefähre Lage der Strukturen an der Mialoquo-Fundstätte

Mialoquo wurde vermutlich bereits in der archaischen Periode bewohnt, es ist aber unklar, in welchem Ausmaß es genutzt wurde. Von den 60 gefundenen Strukturen waren acht (überwiegend Abfallgruben) der Mississippi-Kultur, der Rest Cherokee. Die Verteilung der Strukturen macht eine kurzfristige Besiedlung wahrscheinlich. Der Typus der Qualla-Töpfereien verbindet den Ort mit den Middle Towns in North Carolina; die mehr als 6000 gefundenen Scherben unterstützen die Theorie, dass flüchtende Cherokee aus den Middle Towns in den 1760ern in Mialoquo Zuflucht gesucht haben. Die Ansammlung der Tongefäße ähnelt der im nahegelegenen Tomotley, von dem ebenfalls angenommen wird, dass dort Flüchtlinge aufgenommen wurden.
Die aufgedeckten Strukturen zeigten die Mulden ehemaliger Holzpfosten, die zu einem Gemeindehaus, 6 Wohnhäusern und einer kleineren rechteckigen Struktur, deren Zweck unbekannt ist, gehörten. Die Wohngebäude zeigen eine runde und eine rechteckige Struktur, die typisch für die Winter- und Sommerbauten der Overhill Cherokee waren. Das Gemeindehaus war achteckig aufgebaut, mit einem Durchmesser wischen 16 und 18 Metern. Die rechteckigen Wohngebäude waren zwischen 6,7 und 9,8 Meter lang und 3,7 bis 4,3 Meter breit. Das runde Winterhaus hatte einen Durchmesser von 7,2 Metern, die unbekannte rechteckige Struktur war 4,6 Meter lang und 2,9 Meter breit.
Fast 5000 Steinartefakte wurde in Mialoquo gefunden, darunter Pfeilspitzen, Schaber, Bohrer und eine Steinpfeife. Euro-amerikanische Artefakte wurden ebenfalls gefunden, darunter Tabakpfeifen, Teile von Waffen und Munition, Glasperlen und zwei Maultrommeln.